# Final de la Primera B 2014 (Colombia)
La final de la Categoría Primera B 2014 es una serie de partidos de fútbol que se jugaron los días 9 de diciembre y 14 de diciembre de 2014 para definir al campeón de la temporada en la Primera B, segunda división del fútbol profesional en Colombia.
La disputaron los ganadores de las finales del Torneo Apertura y el Torneo Finalización: Jaguares y Deportes Quindío respectivamente. 
El vencedor de esta final obtuvo el ascenso directo a la máxima categoría del fútbol colombiano para la temporada 2015, mientras que el perdedor jugó una serie de promoción contra el equipo que ocupó el penúltimo lugar en la tabla del descenso:Uniautónoma.

## Llave
| Bandera del departamento de Córdoba | vs. |                        |
| ----------------------------------- | --- | ---------------------- |
| Jaguares 0 3                        | vs. | Deportes Quindío 2 0 2 |

## Estadios
| Montería                      | Armenia                       |
| ----------------------------- | ----------------------------- |
| Estadio Municipal de Montería | Estadio Centenario de Armenia |
| Aforo: 8.000                  | Aforo: 25.700                 |
|                               |                               |

## Partido de ida
| 9 de diciembre de 2014, 19:30 | Deportes Quindío            | 2:0 (0:0) | Jaguares | Estadio Centenario de Armenia, Armenia |                          |
|                               | Barreiro 58' · Castillo 86' | Reporte   |          | Árbitro(s): Adrían Vélez               | Árbitro(s): Adrían Vélez |

## Partido de vuelta
| 14 de diciembre de 2014, 15:30 | Jaguares                             | 3:0 (2:0) | Deportes Quindío | Estadio Municipal de Montería, Montería |                          |
|                                | Arrieta 31' · Mezu 44' · Saldaña 68' | Reporte   |                  | Árbitro(s): Adrían Vélez                | Árbitro(s): Adrían Vélez |

| Bandera de Colombia            |
| Campeón Jaguares Primer título |